# Doddarasinakere, Maddur
Doddarasinakere là một làng thuộc tehsil Maddur, huyện Mandya, bang Karnataka, Ấn Độ.